# Список астероїдів (120301—120400)
| Назва                | Тимчасове позначення | Дата відкриття  | Місце відкриття             | Відкривач                                        |
| -------------------- | -------------------- | --------------- | --------------------------- | ------------------------------------------------ |
| (120301) 2004 JL34   | 2004 JL34            | 15 травня 2004  | Сокорро (Нью-Мексико)       | LINEAR                                           |
| (120302) 2004 JA36   | 2004 JA36            | 13 травня 2004  | Станція Андерсон-Меса       | LONEOS                                           |
| (120303) 2004 JY37   | 2004 JY37            | 14 травня 2004  | Сокорро (Нью-Мексико)       | LINEAR                                           |
| (120304) 2004 JP43   | 2004 JP43            | 9 травня 2004   | Обсерваторія Кітт-Пік       | Spacewatch                                       |
| (120305) 2004 KF     | 2004 KF              | 16 травня 2004  | Обсерваторія Ріді-Крик      | Джон Бротон                                      |
| (120306) 2004 KE6    | 2004 KE6             | 17 травня 2004  | Сокорро (Нью-Мексико)       | LINEAR                                           |
| (120307) 2004 KX9    | 2004 KX9             | 19 травня 2004  | Сокорро (Нью-Мексико)       | LINEAR                                           |
| (120308) 2004 KN12   | 2004 KN12            | 22 травня 2004  | Каталінський огляд          | Каталінський огляд                               |
| (120309) 2004 KX15   | 2004 KX15            | 23 травня 2004  | Сокорро (Нью-Мексико)       | LINEAR                                           |
| (120310) 2004 KY16   | 2004 KY16            | 24 травня 2004  | Сокорро (Нью-Мексико)       | LINEAR                                           |
| (120311) 2004 LX2    | 2004 LX2             | 11 червня 2004  | Паломарська обсерваторія    | NEAT                                             |
| (120312) 2004 LY2    | 2004 LY2             | 5 червня 2004   | Паломарська обсерваторія    | NEAT                                             |
| (120313) 2004 LF4    | 2004 LF4             | 11 червня 2004  | Сокорро (Нью-Мексико)       | LINEAR                                           |
| (120314) 2004 LQ4    | 2004 LQ4             | 11 червня 2004  | Обсерваторія Кітт-Пік       | Spacewatch                                       |
| (120315) 2004 LZ4    | 2004 LZ4             | 12 червня 2004  | Обсерваторія Кітт-Пік       | Spacewatch                                       |
| (120316) 2004 LB5    | 2004 LB5             | 12 червня 2004  | Паломарська обсерваторія    | NEAT                                             |
| (120317) 2004 LY6    | 2004 LY6             | 11 червня 2004  | Сокорро (Нью-Мексико)       | LINEAR                                           |
| (120318) 2004 LQ13   | 2004 LQ13            | 11 червня 2004  | Сокорро (Нью-Мексико)       | LINEAR                                           |
| (120319) 2004 LZ15   | 2004 LZ15            | 12 червня 2004  | Сокорро (Нью-Мексико)       | LINEAR                                           |
| (120320) 2004 LL17   | 2004 LL17            | 14 червня 2004  | Сокорро (Нью-Мексико)       | LINEAR                                           |
| (120321) 2004 LH30   | 2004 LH30            | 13 червня 2004  | Сокорро (Нью-Мексико)       | LINEAR                                           |
| (120322) 2004 MG2    | 2004 MG2             | 17 червня 2004  | Паломарська обсерваторія    | NEAT                                             |
| (120323) 2004 MQ2    | 2004 MQ2             | 18 червня 2004  | Сокорро (Нью-Мексико)       | LINEAR                                           |
| (120324) 2004 MV3    | 2004 MV3             | 21 червня 2004  | Обсерваторія Піскештето     | К. Сарнецкі                                      |
| (120325) 2004 MH7    | 2004 MH7             | 26 червня 2004  | Обсерваторія Кітт-Пік       | Spacewatch                                       |
| (120326) 2004 NK3    | 2004 NK3             | 9 липня 2004    | Обсерваторія Ріді-Крик      | Джон Бротон                                      |
| (120327) 2004 NV10   | 2004 NV10            | 9 липня 2004    | Обсерваторія Сайдинг-Спрінг | Обсерваторія Сайдинг-Спрінг                      |
| (120328) 2004 NP16   | 2004 NP16            | 11 липня 2004   | Сокорро (Нью-Мексико)       | LINEAR                                           |
| (120329) 2004 ND17   | 2004 ND17            | 11 липня 2004   | Сокорро (Нью-Мексико)       | LINEAR                                           |
| (120330) 2004 NO25   | 2004 NO25            | 11 липня 2004   | Сокорро (Нью-Мексико)       | LINEAR                                           |
| (120331) 2004 NP26   | 2004 NP26            | 11 липня 2004   | Сокорро (Нью-Мексико)       | LINEAR                                           |
| (120332) 2004 OS2    | 2004 OS2             | 16 липня 2004   | Сокорро (Нью-Мексико)       | LINEAR                                           |
| (120333) 2004 OY11   | 2004 OY11            | 27 липня 2004   | Сокорро (Нью-Мексико)       | LINEAR                                           |
| (120334) 2004 OS12   | 2004 OS12            | 16 липня 2004   | Сокорро (Нью-Мексико)       | LINEAR                                           |
| (120335) 2004 OP14   | 2004 OP14            | 17 липня 2004   | Паломарська обсерваторія    | NEAT                                             |
| (120336) 2004 PX53   | 2004 PX53            | 8 серпня 2004   | Сокорро (Нью-Мексико)       | LINEAR                                           |
| (120337) 2004 PN56   | 2004 PN56            | 9 серпня 2004   | Сокорро (Нью-Мексико)       | LINEAR                                           |
| (120338) 2004 PX65   | 2004 PX65            | 10 серпня 2004  | Станція Андерсон-Меса       | LONEOS                                           |
| (120339) 2004 PM71   | 2004 PM71            | 8 серпня 2004   | Сокорро (Нью-Мексико)       | LINEAR                                           |
| (120340) 2004 PD106  | 2004 PD106           | 14 серпня 2004  | Паломарська обсерваторія    | NEAT                                             |
| (120341) 2004 QX12   | 2004 QX12            | 21 серпня 2004  | Обсерваторія Сайдинг-Спрінг | Обсерваторія Сайдинг-Спрінг                      |
| (120342) 2004 RU113  | 2004 RU113           | 7 вересня 2004  | Сокорро (Нью-Мексико)       | LINEAR                                           |
| (120343) 2004 RU137  | 2004 RU137           | 8 вересня 2004  | Сокорро (Нью-Мексико)       | LINEAR                                           |
| (120344) 2004 RU150  | 2004 RU150           | 9 вересня 2004  | Сокорро (Нью-Мексико)       | LINEAR                                           |
| (120345) 2004 RQ193  | 2004 RQ193           | 10 вересня 2004 | Сокорро (Нью-Мексико)       | LINEAR                                           |
| (120346) 2004 RG319  | 2004 RG319           | 13 вересня 2004 | Сокорро (Нью-Мексико)       | LINEAR                                           |
| 120347 Salacia       | 2004 SB60            | 22 вересня 2004 | Паломарська обсерваторія    | Генрі Роу, Майкл E. Браун, Крістіна Берк'юм      |
| (120348) 2004 TY364  | 2004 TY364           | 3 жовтня 2004   | Паломарська обсерваторія    | Майкл E. Браун, Чедвік Трухільо, Девід Рабіновіц |
| 120349 Kalas         | 2004 XC42            | 12 грудня 2004  | Жарнак                      | Обсерваторія Жарнак                              |
| (120350) 2005 JC1    | 2005 JC1             | 3 травня 2005   | Каталінський огляд          | Каталінський огляд                               |
| (120351) 2005 JA168  | 2005 JA168           | 14 травня 2005  | Каталінський огляд          | Каталінський огляд                               |
| (120352) 2005 JG177  | 2005 JG177           | 13 травня 2005  | Каталінський огляд          | Каталінський огляд                               |
| (120353) 2005 LM6    | 2005 LM6             | 4 червня 2005   | Каталінський огляд          | Каталінський огляд                               |
| (120354) 2005 LD40   | 2005 LD40            | 13 червня 2005  | Обсерваторія Маунт-Леммон   | Обсерваторія Маунт-Леммон                        |
| (120355) 2005 MD5    | 2005 MD5             | 16 червня 2005  | Каталінський огляд          | Каталінський огляд                               |
| (120356) 2005 MS8    | 2005 MS8             | 28 червня 2005  | Паломарська обсерваторія    | NEAT                                             |
| (120357) 2005 MZ15   | 2005 MZ15            | 30 червня 2005  | Станція Андерсон-Меса       | LONEOS                                           |
| (120358) 2005 MN36   | 2005 MN36            | 30 червня 2005  | Обсерваторія Кітт-Пік       | Spacewatch                                       |
| (120359) 2005 ME41   | 2005 ME41            | 30 червня 2005  | Паломарська обсерваторія    | NEAT                                             |
| (120360) 2005 MT43   | 2005 MT43            | 27 червня 2005  | Паломарська обсерваторія    | NEAT                                             |
| 120361 Ґвідо (Guido) | 2005 NZ              | 3 липня 2005    | Обсерваторія RAS            | Ендрю Лов                                        |
| (120362) 2005 NK8    | 2005 NK8             | 1 липня 2005    | Обсерваторія Кітт-Пік       | Spacewatch                                       |
| (120363) 2005 NU17   | 2005 NU17            | 3 липня 2005    | Паломарська обсерваторія    | NEAT                                             |
| (120364) 2005 ND20   | 2005 ND20            | 3 липня 2005    | Каталінський огляд          | Каталінський огляд                               |
| (120365) 2005 NP48   | 2005 NP48            | 7 липня 2005    | Станція Андерсон-Меса       | LONEOS                                           |
| (120366) 2005 NC56   | 2005 NC56            | 5 липня 2005    | Обсерваторія Сайдинг-Спрінг | Обсерваторія Сайдинг-Спрінг                      |
| (120367) 2005 NL67   | 2005 NL67            | 2 липня 2005    | Каталінський огляд          | Каталінський огляд                               |
| (120368) 2005 NO67   | 2005 NO67            | 3 липня 2005    | Каталінський огляд          | Каталінський огляд                               |
| (120369) 2005 NW94   | 2005 NW94            | 6 липня 2005    | Обсерваторія Кітт-Пік       | Spacewatch                                       |
| (120370) 2005 OS1    | 2005 OS1             | 26 липня 2005   | Паломарська обсерваторія    | NEAT                                             |
| (120371) 2005 OB16   | 2005 OB16            | 29 липня 2005   | Паломарська обсерваторія    | NEAT                                             |
| (120372) 2005 PY     | 2005 PY              | 1 серпня 2005   | Обсерваторія Сайдинг-Спрінг | Обсерваторія Сайдинг-Спрінг                      |
| (120373) 2005 PA2    | 2005 PA2             | 1 серпня 2005   | Обсерваторія Сайдинг-Спрінг | Обсерваторія Сайдинг-Спрінг                      |
| (120374) 2005 PL2    | 2005 PL2             | 1 серпня 2005   | Обсерваторія Сайдинг-Спрінг | Обсерваторія Сайдинг-Спрінг                      |
| 120375 Kugel         | 2005 PB6             | 10 серпня 2005  | Оттмарсайм                  | Клодін Ріннер                                    |
| (120376) 2005 PY6    | 2005 PY6             | 4 серпня 2005   | Паломарська обсерваторія    | NEAT                                             |
| (120377) 2005 PW14   | 2005 PW14            | 4 серпня 2005   | Паломарська обсерваторія    | NEAT                                             |
| (120378) 2005 QL9    | 2005 QL9             | 25 серпня 2005  | Паломарська обсерваторія    | NEAT                                             |
| (120379) 2005 QO9    | 2005 QO9             | 24 серпня 2005  | Паломарська обсерваторія    | NEAT                                             |
| (120380) 2005 QP10   | 2005 QP10            | 25 серпня 2005  | Паломарська обсерваторія    | NEAT                                             |
| (120381) 2005 QQ22   | 2005 QQ22            | 27 серпня 2005  | Станція Андерсон-Меса       | LONEOS                                           |
| (120382) 2005 QD25   | 2005 QD25            | 27 серпня 2005  | Обсерваторія Кітт-Пік       | Spacewatch                                       |
| (120383) 2005 QD26   | 2005 QD26            | 27 серпня 2005  | Обсерваторія Кітт-Пік       | Spacewatch                                       |
| (120384) 2005 QU29   | 2005 QU29            | 26 серпня 2005  | Станція Андерсон-Меса       | LONEOS                                           |
| (120385) 2005 QB36   | 2005 QB36            | 25 серпня 2005  | Паломарська обсерваторія    | NEAT                                             |
| (120386) 2005 QE38   | 2005 QE38            | 25 серпня 2005  | Паломарська обсерваторія    | NEAT                                             |
| (120387) 2005 QL38   | 2005 QL38            | 25 серпня 2005  | Паломарська обсерваторія    | NEAT                                             |
| (120388) 2005 QD39   | 2005 QD39            | 26 серпня 2005  | Станція Андерсон-Меса       | LONEOS                                           |
| (120389) 2005 QK79   | 2005 QK79            | 26 серпня 2005  | Станція Андерсон-Меса       | LONEOS                                           |
| (120390) 2005 QL79   | 2005 QL79            | 26 серпня 2005  | Станція Андерсон-Меса       | LONEOS                                           |
| (120391) 2005 QU80   | 2005 QU80            | 28 серпня 2005  | Станція Андерсон-Меса       | LONEOS                                           |
| (120392) 2005 QF86   | 2005 QF86            | 30 серпня 2005  | Обсерваторія Кітт-Пік       | Spacewatch                                       |
| (120393) 2005 QH88   | 2005 QH88            | 30 серпня 2005  | Сокорро (Нью-Мексико)       | LINEAR                                           |
| (120394) 2005 QB107  | 2005 QB107           | 27 серпня 2005  | Паломарська обсерваторія    | NEAT                                             |
| (120395) 2005 QQ110  | 2005 QQ110           | 27 серпня 2005  | Паломарська обсерваторія    | NEAT                                             |
| (120396) 2005 QA112  | 2005 QA112           | 27 серпня 2005  | Паломарська обсерваторія    | NEAT                                             |
| (120397) 2005 QU112  | 2005 QU112           | 27 серпня 2005  | Паломарська обсерваторія    | NEAT                                             |
| (120398) 2005 QB142  | 2005 QB142           | 30 серпня 2005  | Сокорро (Нью-Мексико)       | LINEAR                                           |
| (120399) 2005 QK156  | 2005 QK156           | 30 серпня 2005  | Паломарська обсерваторія    | NEAT                                             |
| (120400) 2005 QP160  | 2005 QP160           | 28 серпня 2005  | Обсерваторія Кітт-Пік       | Spacewatch                                       |